# Publicaciones, Instituto de Investigaciones Sobre Recursos Bióticos
Publicaciones, Instituto de Investigaciones Sobre Recursos Bióticos (abreviado Publ. Inst. Invest. Recurs. Bióticos) es una revista con ilustraciones y descripciones botánicas que es editada en Buenos Aires desde el año 1976 hasta ahora. Fue precedida por Biotica